# Ao Vivo em São José do Rio Preto
Ao Vivo em São José do Rio Preto é um álbum ao vivo da dupla sertaneja Zé Neto & Cristiano lançado oficialmente no dia 4 de dezembro de 2015 pela Som Livre. O show de gravação ocorreu no dia 13 de maio de 2015 no Vila Conte em São José do Rio Preto (SP), cidade natal da dupla, e a direção de vídeo ficou por conta de Fernando Trevisan Catatau, que já dirigiu trabalhos de Victor & Léo, Fernando & Sorocaba, João Bosco & Vinícius, Munhoz & Mariano, Luan Santana, entre outros. O palco em formato “L” explorou parte do cenário  de lead e outra parte natural, acentuando o lago  e as árvores que ganharam iluminação. O DVD foi gravado todo em 4K, câmera utilizada em produções cinematográficas.

## Lista de faixas
| N.º | Título                                                  | Duração |  |
| 1.  | "Estamos Quites" (part. Henrique & Juliano)             | 3:01    |  |
| 2.  | "Te Amo"                                                | 3:18    |  |
| 3.  | "Seu Polícia"                                           | 2:49    |  |
| 4.  | "Eu Ligo Pra Você"                                      | 2:53    |  |
| 5.  | "Previsível"                                            | 3:01    |  |
| 6.  | "Nunca Mais Eu Bebo"                                    | 2:35    |  |
| 7.  | "Ressaca Moral"                                         | 2:57    |  |
| 8.  | "Só Posso Estar Sonhando"                               | 3:03    |  |
| 9.  | "Contagem Regressiva"                                   | 2:58    |  |
| 10. | "Bobo Fui Eu"                                           | 2:49    |  |
| 11. | "Abaixa o Som" (part. Marília Mendonça)                 | 2:56    |  |
| 12. | "Se Cuida"                                              | 2:59    |  |
| 13. | "Pra Rezar Ninguém Me Chama" (part. Humberto & Ronaldo) | 2:35    |  |
| 14. | "Diz Pra Ela (Ainda Te Amo)"                            | 3:22    |  |
| 15. | "Nem Ele e Eu"                                          | 2:57    |  |
| 16. | "Deixa Acontecer"                                       | 2:50    |  |
| 17. | "Escravo da Sofrência"                                  | 2:57    |  |

| DVD |                                                         |         |  |
| N.º | Título                                                  | Duração |  |
| 1.  | "Contagem Regressiva"                                   |         |  |
| 2.  | "Ressaca Moral"                                         |         |  |
| 3.  | "Te Amo"                                                |         |  |
| 4.  | "Eu Te Amo Sexta-Feira"                                 |         |  |
| 5.  | "Diz Pra Ela (Ainda Te Amo)"                            |         |  |
| 6.  | "Abaixa o Som" (part. Marília Mendonça)                 |         |  |
| 7.  | "Nunca Mais Eu Bebo"                                    |         |  |
| 8.  | "Deixa Acontecer"                                       |         |  |
| 9.  | "Tá Com Medo de Mim Por Quê?"                           |         |  |
| 10. | "Previsível"                                            |         |  |
| 11. | "Eu Ligo Pra Você"                                      |         |  |
| 12. | "Bobo Fui Eu"                                           |         |  |
| 13. | "Pra Rezar Ninguém Me Chama" (part. Humberto & Ronaldo) |         |  |
| 14. | "Se Cuida"                                              |         |  |
| 15. | "Tá Namorando Com o Litro"                              |         |  |
| 16. | "Escravo da Sofrência"                                  |         |  |
| 17. | "Só Posso Estar Sonhando"                               |         |  |
| 18. | "Nem Ele Nem Eu"                                        |         |  |
| 19. | "Seu Polícia"                                           |         |  |
| 20. | "Tô Comercial"                                          |         |  |
| 21. | "Estamos Quites" (part. Henrique & Juliano)             |         |  |
| 22. | "A Noite do Ano"                                        |         |  |

## Desempenho nas paradas
| Paradas (2016)              | Melhor posição |
| --------------------------- | -------------- |
| Brasil (iTunes Album Chart) | 7              |

## Certificação
| País         | Certificação | Data | Vendas certificadas |
| ------------ | ------------ | ---- | ------------------- |
| Brasil (PMB) | 3× Platina   | 2018 | 500.000             |

## Curiosidades
- A canção "Diz Pra Ela" foi gravada originalmente no álbum de estreia da dupla, Entre Amigos (2012) com o título de "Ainda Te Amo", tendo o nome sido trocado neste trabalho.